# Doris N. Rendell
Doris N. Rendell, född 31 januari 1896 i Pontefract, död 1990 i London, var officer i Frälsningsarmén i England, psalm- och sångförfattare.
Rendell tjänstgjorde som kårofficer och divisionsofficer inom Frälsningsarmén samt vid dess internationella högkvarter i London och inom dess sociala arbete. Rendell var även medlem av Frälsningsarméns sångbokskommitte i England.